# Bulbophyllum polygaliflorum
Bulbophyllum polygaliflorum là một loài phong lan thuộc chi Bulbophyllum.